# Little Lisa Dixie
Little Lisa Dixie (eigentlich Lisa Distin) ist eine US-amerikanische Country-Sängerin und Song-Autorin, die 2011 ihr erstes Album veröffentlichte.

## Leben
Little Lisa Dixie sieht sich selbst als eine proletarische, leicht derbe Wiedergängerin der Country-Sängerin Loretta Lynn, die sie bei Konzerten auch häufig covert. Dabei bewegt sie sich zwischen Rockabilly, Country & Western und Honky Tonk. Weitere Vorbilder neben Lynn sind Tammy Wynette und Dolly Parton.  
Die Songs von Little Lisa Dixie folgen zumeist den traditionellen Strukturen, die auch viele Songs ihrer Vorbilder bestimmten – es handelt sich um überraschend klassische Songs in erstaunlicher Qualität. Auf der einflussreichen Homepage Savingcountrymusic, die sich der Erhaltung traditioneller, ursprünglicher und lebendiger Musik vor allem diverser Country-Subgenres verschrieben hat, wird ihre CD als eine der herausragenden Veröffentlichungen des Jahres 2011 eingestuft – und sie selbst als außergewöhnliche Sängerin und Autorin gelobt. Die Künstlerin sorgt in ihren Arrangements für reichlich Ecken und Kanten, sodass diese Lieder durchaus einem Film von Quentin Tarantino entstammen könnten. Überraschend ist auch, dass Little Lisa Dixie Themen angeht, die bisher selbst in der bewusst proletarischen Honky-Tonk-Tradition selten von Frauen zu hören waren. Belege dafür sind schon allein Songtitel wie Woke Up Broke oder Stoned Again. Die explizite Qualität der Songs verdeutlicht das Beispiel Getting Over You. Hier singt sie: „The only way I’m getting over you is by getting under him.“ Mit solchen Zeilen versetzt sich Little Lissa Dixie selbst in den nicht kommerziellen Underground des Independent-Country, selbst 2011 versperrten ihr solche verstörenden Aspekte noch den Zugang zu größerem Publikum.  
Produzent ihres Zehn-Song-Albums mit neun Eigenkompositionen war Andrew Ladson.
Die äußerst stark tätowierte Künstlerin lebt heute in Austin, Texas. Gelegentlich tritt sie auch gemeinsam mit Dale Watson auf.

## Diskografie
- Little Lisa Dixie (Another Mile Records, 2011)